# Johann David Michaelis
Johann David Michaelis (Halle (Saale), 27 de fevereiro de 1717 - Göttingen, 22 de agosto de 1791), foi um hebraísta, orientalista, filósofo e erudito alemão, que exerceu uma influência importante sobre os seus contemporâneos, nomeadamente pelo ensino na Universidade de Halle.
Na filosofia teve influência de Siegmund Baumgarten (1706–1757).
No domínio das línguas orientais, teve como discípulo o pai do filósofo Schelling. Alguns anos depois, a filha de Michaelis, Caroline, casou com Schelling (depois de ter casado com Auguste Schlegel).
A sua inteligência levou-o a várias direções: a história, a literatura antiga e moderna, e principalmente, a geografia e as ciências naturais. Começou o seu percurso universitário como auditor de medicina. Na sua autobiografia chega a lamentar não ter seguido a profissão médica.
Michaelis traduziu para alemão a obra Clarissa de Richardson.
Inspirou a expedição à Arábia de Carsten Niebuhr e foi eleito Membro da Royal Society em 1789.

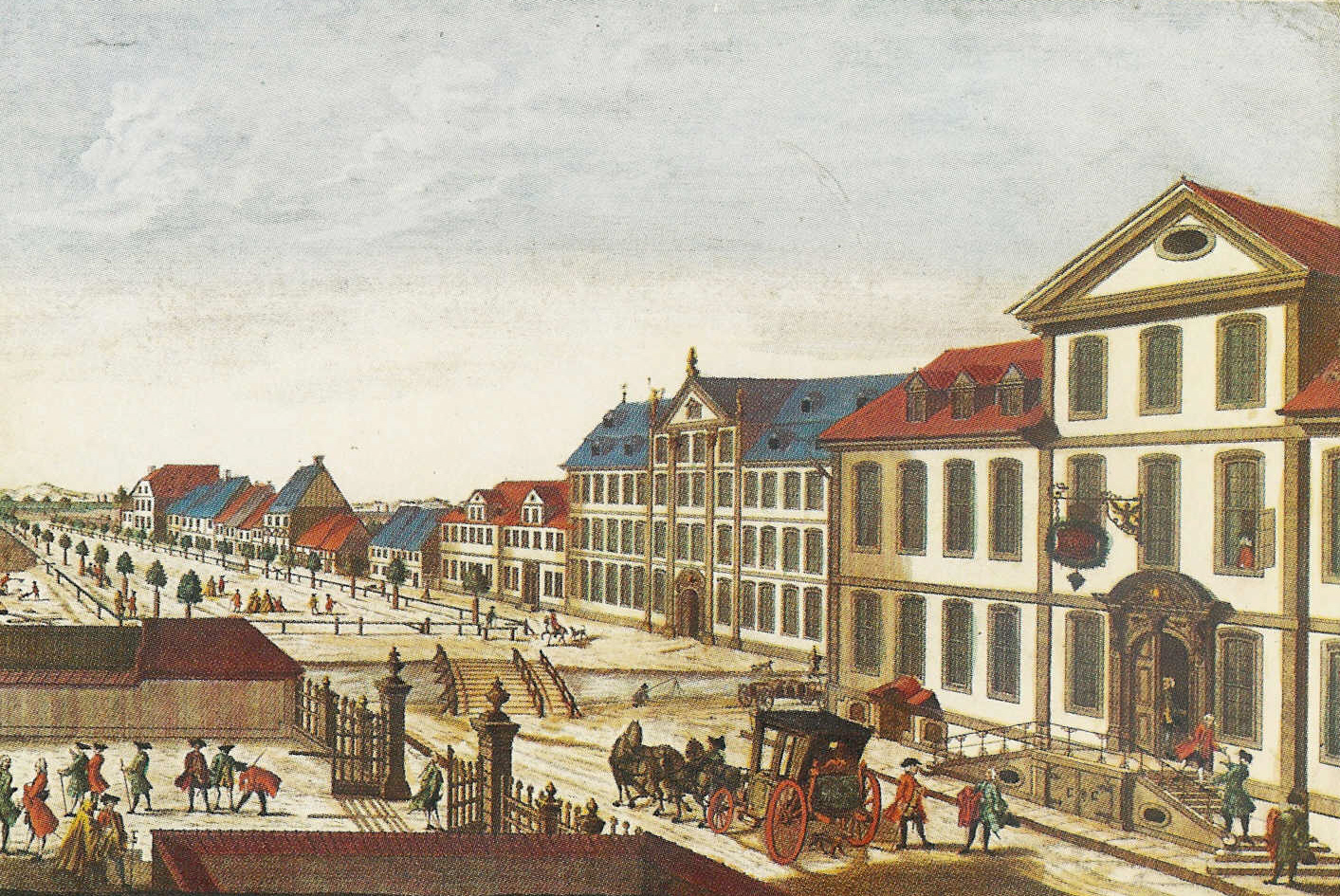
À direita, a casa de Michaelisna Universidade de Göttingen